# Прокоп'єв Євген Вікторович
Євге́н Ві́кторович Проко́п'єв (нар. 4 червня 1981 — пом. 29 серпня 2014) — український військовик, солдат Збройних сил України, учасник російсько-української війни.

## Життєпис
Народився 1981 року в місті Кривий Ріг. Вчився у 19-й, закінчив Криворізьку гімназію № 91, 2000-го — автотранспортний технікум ДВНЗ «Криворізький національний університет», технік-електромеханік. Займався зі школи спортом, захоплювався кікбоксингом.
Протягом 2000—2008 років працював на ПАТ «АрселорМіттал Кривий Ріг», слюсар-електромонтер. Наполіг, батько Віктор Михайлович мусив піти до воєнкомату, щоб син міг пройти строкову службу, в 2001—2003 роках проходив строкову службу, Миколаївська десантна бригада. З 2013 року — електромонтер ДПП «Кривбаспромводопостачання».
Мобілізований в травні 2014-го, не переховувався. До 25-ї десантної бригади не потрапив — того часу хворів; кулеметник, 40-й батальйон територіальної оборони «Кривбас».
25 серпня бійці батальйону потрапили в оточення. 29 серпня 2014-го загинув під час виходу з «Іловайського котла» «зеленим коридором» на дорозі між селами Новокатеринівка та Горбатенко.
3 вересня 2014-го 96 тіл загиблих вояків привезено до дніпропетровського моргу. 16 жовтня 2014-го тимчасово похований на Краснопільському цвинтарі Дніпропетровська — як невпізнаний герой.
Упізнаний за тестами ДНК, перепохований в місті Кривий Ріг 12 березня 2015-го, у місті оголошено день жалоби.
Залишилися сестра та дружина. Дітей у Євгена з дружиною не було.

### Нагороди та вшанування
За особисту мужність і героїзм, виявлені у захисті державного суверенітету та територіальної цілісності України, вірність військовій присязі під час російсько-української війни, відзначений — нагороджений
- 27 червня 2015 року — орденом «За мужність» III ступеня.
- медаллю УПЦ КП «За жертовність і любов до України» (посмертно)
- відзнакою міста Кривий Ріг «За Заслуги перед містом» 3 ступеня (посмертно)
- відзнакою 40-го батальйону «Мужність. Честь. Закон.» (посмертно)
- Його портрет розміщений на меморіалі «Стіна пам'яті полеглих за Україну» у Києві: секція 3, ряд 2, місце 31
- Вшановується 29 серпня на щоденному ранковому церемоніалі вшанування українських захисників, які загинули цього дня у різні роки внаслідок російської збройної агресії[1]
- Іловайський Хрест (посмертно)